# Estación Reconquista
Reconquista era una estación de ferrocarril ubicada en la ciudad de Reconquista, provincia de Santa Fe, Argentina.
En el edificio se encuentra el Museo Histórico Municipal de la ciudad.

## Servicios
No presta servicios de pasajeros, ni de cargas. Sus vías correspondían al Ramal F14 del Ferrocarril General Belgrano.